# メアリー・ヴィクトリア・ダグラス＝ハミルトン

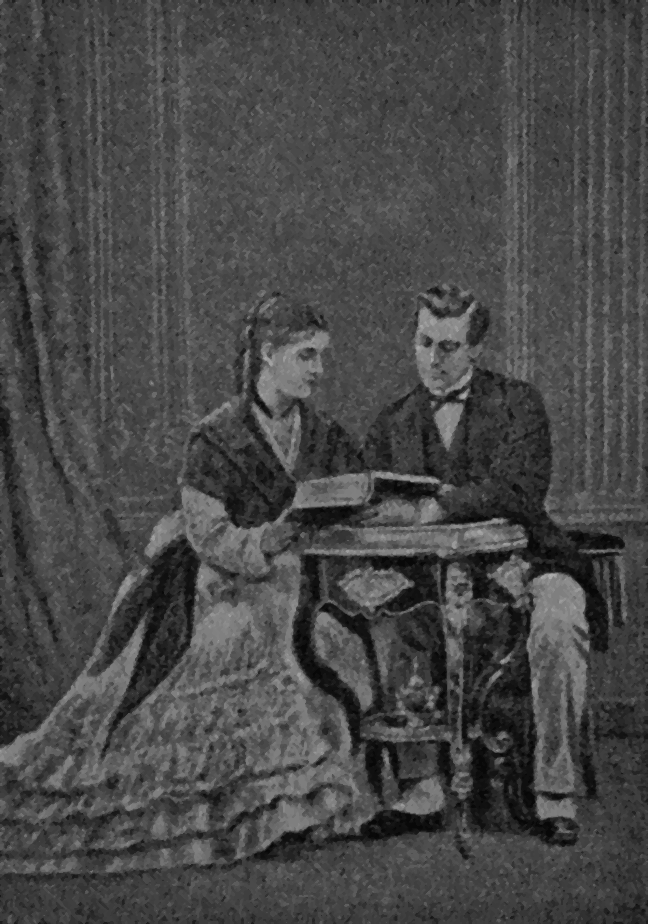
メアリー・ヴィクトリアと最初の夫アルベール、新婚当時の写真

メアリー・ヴィクトリア・ダグラス＝ハミルトン（Mary Victoria Douglas-Hamilton, 1850年12月11日 - 1922年5月14日）は、イギリス出身の貴族女性、ソーシャライト。モナコ公アルベール1世の最初の妻。

## 生涯
スコットランド貴族の第11代ハミルトン公爵と、その妻でバーデン大公カールの娘であるマリー・アマーリエの間の第3子、長女として生まれた。母方の祖母はフランス皇帝ナポレオン1世の養女ステファニー・ド・ボアルネであり、当時のフランス皇帝ナポレオン3世とも親戚関係にあった。1864年に長兄の第12代ハミルトン公爵がフランス貴族のシャテルロー公爵に叙爵されるなど、ハミルトン公爵家はナポレオン3世から寵遇を受けていた。
1869年9月21日にマルシェ（フランス領エーヌ県）において、モナコ公シャルル3世の長男アルベールと結婚した。夫妻は間に一人息子のルイ（後のモナコ公ルイ2世）を儲けたが、1880年に離婚した。教会法による婚姻無効の宣言は同年1月3日に出され、法律上の離婚は7月28日のシャルル3世の勅令により最終的に成立した。アルベールが即位する前に離婚したため、メアリー・ヴィクトリアはモナコ公妃にはなれなかった。
1880年6月20日にブダペストにおいて、ハンガリー外相などを務めた政治家フェシュテティチ・ジェルジ（Festetics György）伯爵の長男であるフェシュテティチ・タシロー伯爵と再婚した。夫は1911年に侯爵に陞爵している。侯爵夫妻は本邸であるバラトン湖畔のケストヘイのフェシュテティチ城とその庭園の改装や拡大を進めた。メアリー・ヴィクトリアは兄のハミルトン公爵や、兄の友人であるウェールズ公（後のイギリス王エドワード7世）を賓客としてケストヘイの城に迎えた。
メアリー・ヴィクトリアの子孫には、モナコ公アルベール2世（玄孫）、ドイツ人女優のイーラ・フォン・フュルステンベルク（Ira von Fürstenberg, 曾孫）、メキシコ人スキー選手のフーベルトゥス・フォン・ホーエンローエ（Hubertus von Hohenlohe, 玄孫）、チェコ共和国外務大臣カレル・シュヴァルツェンベルク（曾孫）らがいる。

## 子女
最初の夫アルベール1世との間に息子を1人儲けた。
- ルイ・オノレ・シャルル・アントワーヌ（1870年 - 1949年） - モナコ公

2番目の夫フェシュテティチ・デ・トルナ侯爵との間に1男3女の4人の子女を儲けた。
- マーリア・マティルド・ゲオルギナ（1881年 - 1953年） - 1902年、フュルステンベルク侯子カール・エミールと結婚
- ジェルジ・タシロー・ヨージェフ（Festetics György, 1882年 - 1941年） - フェシュテティチ・デ・トルナ侯
- アレクサンドラ・オルガ・エウゲーニア（1884年 - 1963年） - 1905年にヴィンディシュ＝グレーツ侯子カールと結婚、1917年にホーエンローエ＝シリングスフュルスト侯子エルヴィンと再婚
- カロラ・フリデリカ・マーリア（1888年 - 1951年） - 1924年、オスカー・ガウチュ・フォン・フランケントゥルン男爵と結婚